# Arce (Navarra)
Arce (cooficialmente en euskera: Artzi) —más comúnmente Valle de Arce (en euskera: Artzibar)— es un valle y un municipio español de la Comunidad Foral de Navarra, situado en la Merindad de Sangüesa, en la comarca de Auñamendi, y a 35,8 km de la capital de la comunidad, Pamplona. Su población en 2024 fue de 301 habitantes (INE). 
El municipio está compuesto por 8 concejos: Arrieta, Artozqui, Azparren, Lacabe, Nagore donde se encuentra la capital, Saragüeta, Úriz y Villanueva de Arce; y por 14 lugares habitados Equiza, Espoz, Gorraiz de Arce, Gurpegui, Imízcoz, Lusarreta, Muniáin de Arce, Osa, Uli Alto, Urdíroz, Usoz, Zandueta, Arizcuren y Arce. También forman parte del término municipal los despoblados de Urrobi, Urca, Olorices Superior, Olorices Inferior y Adasa.
Su gentilicio es artzibartarra, tanto en masculino como en femenino.

## Toponimia
El valle de Arce es uno de los valles en los que históricamente se ha dividido la Montaña de Navarra. Aparece en los registros escritos como comunidad de pueblos desde el siglo XII. El actual municipio de Arce comprende la mayor parte del valle histórico, faltándole tan solo Oroz-Betelu, que se desgajó en el siglo XIX. 
El hecho de que Arce sea un apellido español relativamente extendido y que exista como topónimo en otros lugares, nos lleva a relacionar el nombre del valle, en primer lugar con lo que sería más evidente; la familia de árboles y arbustos del mismo nombre; los arces.
Sin embargo, debido a que el valle se enclava en la zona históricamente vascófona de Navarra, los filólogos han tratado de buscar el origen etimológico del nombre del valle en la lengua vasca. Una de las etimologías más extendidas es la que hace derivar el nombre del valle de la palabra vasca harritze que significa pedregal. De esta palabra se obtiene Arce de forma casi inmediata: harritze-> (h)arr(i)tze. El sonido tz, la antigua ç medieval, evolucionó en español a la c, mientras que en vasco se quedó con el sonido tz. Esta explicación, muy consistente en opinión de los filólogos, choca sin embargo, tal y como comenta Mikel Belasko en su Glosario Etimológico de Navarra, con el obstáculo de que el nombre antiguo del valle fue Arci (así figura en las crónicas medievales), lo que desbarataría esta teoría. Otras palabras vascas con las que se ha relacionado el nombre del valle son hartz (oso), artzai (pastor), artze (criba) o arte (encina). 
El nombre formal en lengua vasca del valle es Artzi, que recupera el nombre antiguo del valle, siendo cooficial desde hace algunos años. En euskera se ha solido escribir también como Artze y también como Artzibar (literalmente Valle de Arce).
Hay que tener en cuenta que dentro del valle existe un pueblo despoblado llamado Arce, por lo que el nombre del valle se podría haber originado en dicha aldea y haberse transmitido al conjunto del valle.

## Símbolos

### Escudo
El escudo de armas del Valle de Arce tiene el siguiente blasón:

Trae de azur y un árbol de sínople terrazado de lo mismo, y sobre él, en jefe, dos espadas de plata con empuñadura de oro cruzadas en sotuer, que sostienen una balanza del mismo metal, simbolizando la justicia.

En el salón del trono del Palacio de Navarra aparece el escudo sin las espadas y colgando la balanza de la rama derecha del árbol y con una bordura de gules con las cadenas de Navarra en oro. 
También en el citado palacio aparece en su galería un escudo atribuido al valle cuyo blasón es el siguiente: 

cuartelado: 1.º y 4.º de plata y un lobo andante de sable, armada, membrado y lampasado de gules. Ambos lobos afrontados. 2.º y 3.º de plata y tres fajas de azur.

 Este escudo que se pintó por error corresponde al merino del valle.

## Geografía
El Valle de Arce está situada en la parte nordeste de la Comunidad Foral de Navarra estando su capital, Nagore a una altitud de 589 m s. n. m. Su término municipal tiene una superficie de 145,34 km² y limita al norte con los municipios de Erro, Burguete, Garralda, Oroz-Betelu y Garayoa, al este con los de Abaurrea Baja y Urraúl Alto, al sur con el de Lónguida y al oeste con los de Lizoáin-Arriasgoiti y Erro.

## Demografía
Arce cuenta con una población de 301 habitantes (INE 2024).
| Gráfica de evolución demográfica de Arce entre 1842 y 2021 |
| |
| Población de derecho según los censos de población del INE Población de hecho según los censos de población del INEEn estos censos se denominaba Arce: 1842, 1857, 1860, 1877, 1887, 1897, 1900, 1910, 1920, 1930, 1940, 1950, 1960, 1970 y 1981 En este censo se denominaba Artze: 1991. Entre el censo de 1857 y el anterior, crece el término del municipio porque incorpora a 315114 (Villanueva) |

### Núcleos de población
El municipio se divide en las siguientes entidades de población, según el nomenclátor de población publicado por el INE (Instituto Nacional de Estadística). Los datos de población se refieren a 2014
| Entidad de población | Población (2014) |
| -------------------- | ---------------- |
| Arce                 | 1                |
| Arrieta              | 34               |
| Artozqui             | 0                |
| Azparren             | 25               |
| Equiza               | 0                |
| Espoz                | 1                |
| Gorraiz de Arce      | 8                |
| Gurpegui             | 0                |
| Imizcoz              | 2                |
| Lacabe               | 51               |
| Lusarreta            | 9                |
| Muniáin de Arce      | 0                |
| Nagore               | 42               |
| Osa                  | 2                |
| Saragüeta            | 19               |
| Uli Alto             | 5                |
| Urdíroz              | 11               |
| Úriz                 | 20               |
| Usoz                 | 4                |
| Villanueva de Arce   | 24               |
| Zandueta             | 0                |
| Arizcuren            | 24               |

## Termas romanas
En el municipio, un poco al norte de Nagore, están los restos de unas termas romanas, que se han musealizado y pueden visitarse. Las termas estaban a la vera de la calzada romana Iter XXXIV (de Zaragoza a Burdeos) que atravesaba a Francia por el paso de Ibañeta.